# 973 Aralia
Aralia (asteroide 973) é um asteroide da cintura principal com um diâmetro de 51,6 quilómetros, a 2,8617834 UA. Possui uma excentricidade de 0,1095141 e um período orbital de 2 104,29 dias (5,76 anos).
Aralia tem uma velocidade orbital média de 16,61452392 km/s e uma inclinação de 15,81189º.
Esse asteroide foi descoberto em 18 de Março de 1922 por Karl Reinmuth.